# Maria (żona Leona III)
Maria – cesarzowa bizantyńska, Leona III Izauryjskiego zwanego Syryjczykiem. 

## Życiorys
Jest znana dopiero z rewolty swojego męża Leona III Izauryjczyka. W lipcu 718 roku podczas II oblężenia Konstantynopola urodziła następcę tronu Konstantyna V (współcesarz od 720). Leon i Maria mieli łącznie czworo dzieci:
- Annę (ok. 705– po 772), żonę Artabasdesa
- Konstantyn V Kopronim (lipiec 718–14 września 775)
- Irena
- Kosma